# Liste der Baudenkmale in Byhleguhre-Byhlen
In der Liste der Baudenkmale in Byhleguhre-Byhlen sind alle Baudenkmale der brandenburgischen Gemeinde Byhleguhre-Byhlen und ihrer Ortsteile aufgelistet. Grundlage ist die Veröffentlichung der Landesdenkmalliste mit dem Stand vom 1. Januar 2025. Die Bodendenkmale sind in der Liste der Bodendenkmale in Byhleguhre-Byhlen aufgeführt.

## Baudenkmale
In den Spalten befinden sich folgende Informationen:
- ID-Nr.: Die Nummer wird vom Brandenburgischen Landesamt für Denkmalpflege vergeben. Ein Link hinter der Nummer führt zum Eintrag über das Denkmal in der Denkmaldatenbank. In dieser Spalte kann sich zusätzlich das Wort Wikidata befinden, der entsprechende Link führt zu Angaben zu diesem Denkmal bei Wikidata.
- Lage: die Adresse des Denkmales und die geographischen Koordinaten. Link zu einem Kartenansichtstool, um Koordinaten zu setzen. In der Kartenansicht sind Denkmale ohne Koordinaten mit einem roten beziehungsweise orangen Marker dargestellt und können in der Karte gesetzt werden. Denkmale ohne Bild sind mit einem blauen bzw. roten Marker gekennzeichnet, Denkmale mit Bild mit einem grünen beziehungsweise orangen Marker.
- Bezeichnung: Bezeichnung in den offiziellen Listen des Brandenburgischen Landesamtes für Denkmalpflege. Ein Link hinter der Bezeichnung führt zum Wikipedia-Artikel über das Denkmal.
- Beschreibung: die Beschreibung des Denkmales
- Bild: ein Bild des Denkmales und gegebenenfalls einen Link zu weiteren Fotos des Baudenkmals im Medienarchiv Wikimedia Commons

### Byhlen
| ID-Nr.   | Lage                         | Bezeichnung  | Beschreibung                                                              | Bild         |
| -------- | ---------------------------- | ------------ | ------------------------------------------------------------------------- | ------------ |
| 09140065 | Byhlener Dorfstraße (Lage)   | Ziehbrunnen  |                                                                           | BW           |
| 09140066 | Byhlener Dorfstraße 1 (Lage) | Stallscheune | Die Stallscheune wurde in der zweiten Hälfte des 19. Jahrhunderts erbaut. | Stallscheune |